# Exanthème roséoliforme
Pour un article plus général, voir exanthème.
L’exanthème roséoliforme est une éruption cutanée érythémateuse brutale et transitoire caractérisée par des macules rose pâle avec des intervalles de peau saine, parfois à la limite de la visibilité.
Les causes possibles sont :
- infectieuses : l'exanthème subit, la rubéole, la primo-infection à VIH, la syphilis secondaire, la fièvre typhoïde ou une infection à entérovirus[1].
- médicamenteuses : antibiotique, anticomitial, anti-inflammatoire[1].